# Mazinkaiser SKL
Mazinkaizer SKL (マジンカイザーSKL?, Majinkaizā SKL) conosciuto anche come Mazinkaizer Skull è un OAV giapponese che ripropone le vicende dei Mazinga in un modo tendente allo splatter. Dell'anime, che è basato sull'opera originale di Gō Nagai, esiste anche un adattamento manga chiamato Mazinkaizer SKL VERSUS in corso di pubblicazione sulla rivista di telefonia mobile Shu 2 Comic Gekkin.

## Trama
Prima degli eventi dell'anime, tre fazioni nemiche costituite dall'Esercito di Garan, l'Esercito di Kiba, e l'Hachiryokaku (l'armata di Aira) si combattono per il dominio totale della Machine Island, che occupano. L'isola è una prigione, isolata dal resto del mondo. Per garantirne la totale quarantena, un reattore gravitazionale è stato collocato al centro dell'isola per impedire ai "prigionieri" di poterla abbandonare e solo le macchine create dal WSO (governo mondiale) in tutto il mondo sono in grado di entrare o uscire dall'isola. L'isola contiene anche grande quantità di risorse, consentendo alle tre fazioni di creare infiniti eserciti di robot sfruttando anche l'energia stessa del reattore gravitazionale.
Il WSO ha appreso che il campo gravitazionale, a causa dell'eccessivo sfruttamento da parte delle tre fazioni, ha raggiunto l'instabilità ed esploderà entro 66 ore, distruggendo la Terra e la vita umana stessa. Ciascuna delle tre fazioni controlla una parte del meccanismo responsabile del funzionamento del campo gravitazionale. Conoscendo il pericolo di disattivare il campo gravitazionale e la lotta contro le diverse fazioni, il WSO decide di inviare la Skull Force. La Skull Force è divisa in due squadre, una delle quali è la Death Caprice composta da due soli membri, Ken Kaido e Ryo Magami, i piloti del Mazinga chiamato Mazinkaiser SKL, mandati per primi sull'isola e temuti persino dal resto della Skull Force.

## Caratteristiche e peculiarità
Il robot viene pilotato da due personaggi: Ken Kaido, esperto di armi bianche, e Ryo Magami, maestro di armi da fuoco; Ken è molto simile a Koji Kabuto (Mazinga Z), e Ryo è del tutto simile a Duke Fleed (Ufo Robot Goldrake). Nella storia è stato anche introdotto un personaggio femminile: Tsubasa Yuki (la quale prende il posto di ufficiale in comando dell'operazione dopo la morte di Scarlet Hibiki, "maestra" di Ken e Ryo), pilota del robot femminile Wingle. Rispetto agli altri Mazinga, l'agganciamento del Pilder è molto violento e l'impatto con la testa del Mazinkaiser provoca delle scintille. Altra differenza sta nel petto del robot: i Mazinga di altre opere possiedono delle piastre pettorali da cui sparare il raggio termico, qui sostituite, invece, da due pistole usate sia come armi cinetiche che come armi bianche da Ryo quando pilota il robot; inoltre, le tecniche utilizzate per queste armi sono riprese esattamente da Equilibrium (film), dove le pistole vengono padroneggiate con la tecnica GUN-KATA. La forma delle pistole, invece, è un riferimento a Devilman, una delle più famose opere di Gō Nagai. Altra caratteristica della serie OAV è che il mecha si trova sempre nascosto in una zona facilmente raggiungibile dai protagonisti, mentre i Mazinga di altre opere tornavano sempre nella base operativa; questo fa supporre che il Mazinkaiser SKL, durante la durata degli OAV, non venga sottoposto a manutenzione.

## I robot
Il robot è simile al Mazinkaiser originale, seppur con delle sostanziali differenze. Il Pilder che si aggancia alla testa del robot è denominato Skull Pilder (data la forma di teschio). Questo Mazinga porta con sé un'enorme spada a denti di squalo (forse una Zanbato) che, a differenza delle spade usate dai Mazinga di altre opere, non può essere riposta nel corpo del robot; tale arma possiede un manico allungabile tramite una catena retrattile. L'arma è talmente grande che se sbattuta al suolo con forza può generare onde d'urto. Sul petto, a differenza delle piastre pettorali da cui i Mazinga sparano il raggio termico, vi si trovano un paio di grandi pistole caricabili con proiettili/missili e che possono essere usate anche come tomahawk o boomerang, oppure essere unite in una sorta di alabarda. In più, il robot è dotato anche di pugni a razzo. Esiste anche un robot dalle sembianze femminili, Wingle, le cui armi principali sono le lame sugli avambracci e un fioretto che si estrae da petto; tale robot è molto simile ad un mix tra Minerva X e Devil Lady e può persino donare le ali di cui è dotato a Mazinkaiser, consentendo a quest'ultimo di sbloccare ulteriori armi e, ovviamente, di poter volare. Sembra che vi sia anche un esercito di robot femminili simili ad Afrodite A della serie di Mazinga Z, dotate di spade laser e pistole a raggi.
I robot della fazione di Garan sono simili a cavalieri ed usano armi tipiche medievali come spade, lance o balestre, mentre i robot di Kiba usano armi cinetiche; i robot di entrambe queste fazioni sono dei restyling dei vecchi mostri meccanici King Dan X10 (fazione di Garan), Garada K7 e Doublas M2 (fazione di Kiba), creati dal Dottor Hell (Dottor Inferno in Italia), il principale nemico di Mazinga Z.

## Episodi
L'OAV è formato da tre episodi divisi, che in Italia sono stati raccolti in un unico film. I titoli in inglese sono stati usati anche per la versione del DVD italiano.
| Nº | Titolo italiano Giapponese 「Kanji」 - Rōmaji              | Pubblicazione    | Pubblicazione |
| Nº | Titolo italiano Giapponese 「Kanji」 - Rōmaji              | Giapponese       |               |
| 1  | Capriccio di morte 「デス・カプリーズ」 - Desu Kapurīzu    | 28 gennaio 2011  |               |
| 2  | Trova e uccidi 「サーチ・アンド・キル」 - Sāchi ando Kiru  | 25 febbraio 2011 |               |
| 3  | Conteggio finale 「ファイナル・カウント」 - Fainaru Kaunto | 7 aprile 2011    |               |